# 戎州 (春秋)
戎州，中国古代國家名稱，於春秋时期由己姓之戎建立。
戎州在今山东省曹县东南。《左传》哀公十七年（前476年）衛莊公 (蒯聵)入于戎州己氏，己氏杀之而取其璧。汉朝在此处设置己氏县。